# Greudnitz
Greudnitz ist ein Ortsteil der Stadt Dommitzsch im Landkreis Nordsachsen in Sachsen.

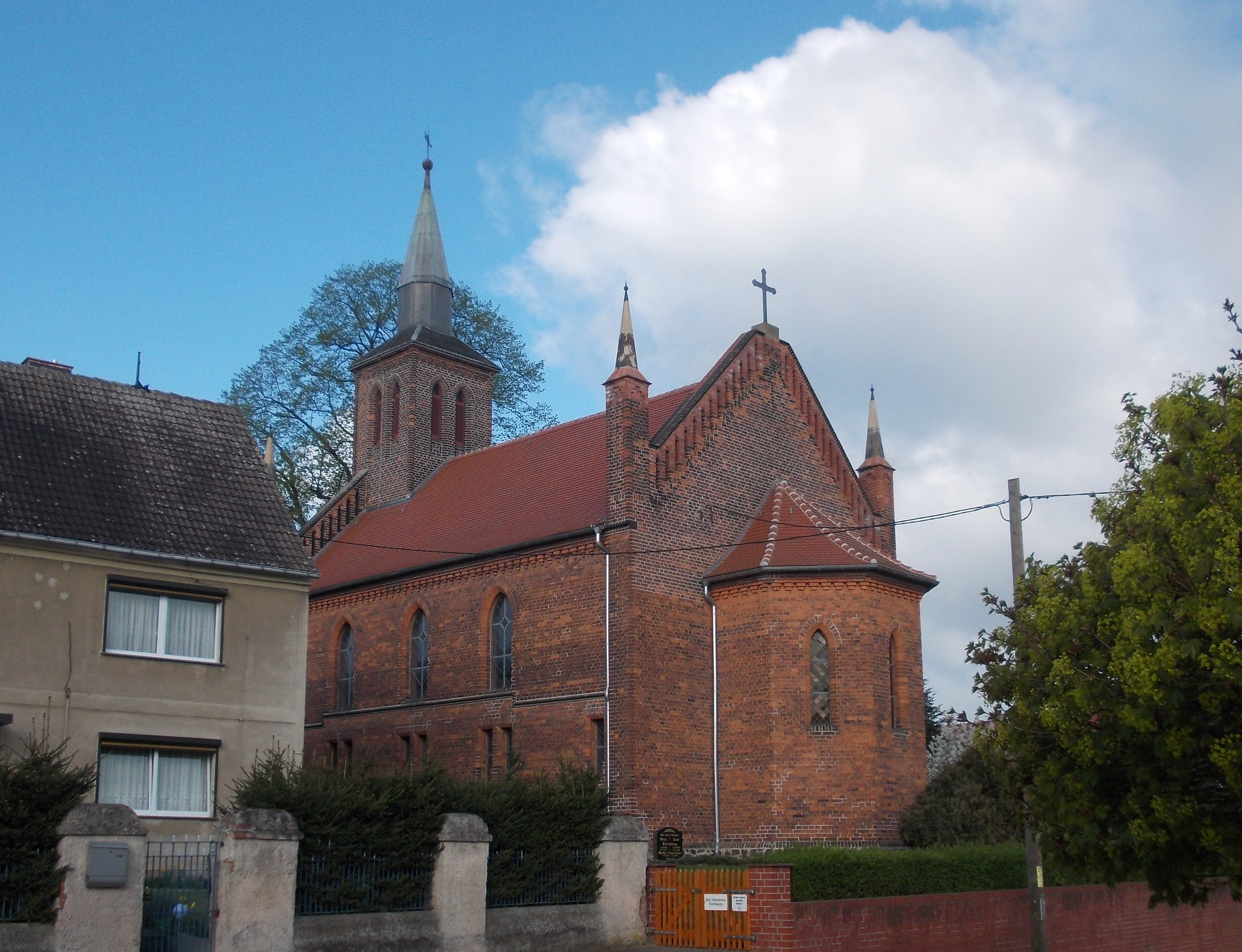
Kirche Greudnitz

## Lage
Der Ortsteil Greudnitz liegt nordwestlich der Stadt Dommitzsch in der Elbeniederung westlich des Flusses an der Bundesstraße 182 auf einer erhöhten Ebene. Die 294 Hektar große Gemarkung befindet sich in der Elbeaue auf Schwemmlandböden, die meist als Wiesen und Weiden genutzt werden. Die außerhalb der Auestandorte befindlichen Flächen besitzen meist Sandböden. Auf dem Territorium der Gemeinde Dommitzsch liegt unweit von Greudnitz an der Landesgrenze zu Sachsen-Anhalt der tiefste natürliche Punkt Sachsens. Der Punkt befindet sich auf der Mitte der Elbe 72,90 Meter über NHN bei mittlerer Wasserspiegelhöhe von zwei Metern zum rechten Ufer hin stromabwärts.

## Geschichte
Das Sackgassendorf wurde 1454 erstmals als Grudenitz urkundlich erwähnt. 1491 nannte es sich   Greudenitz und 1528 Greudnitz.  1747 siedelten hier 16 Personen. 1818 waren im Dorf 184 Einwohner ansässig. 1946 beherbergte der Ort 380 Personen. Die Kirche wurde 1500 erstmals erwähnt. 1747 bewirtschaftete den größten Teil der Flächen das Rittergut Reinhart. Nach 1945 wurde dieses verstaatlicht. Am 1. Juli 1950 wurde Greudnitz nach Wörblitz eingemeindet. Seit 1999 gehört das Dorf zu Dommitzsch.